# Тимченко, Николай Николаевич
Николай Николаевич Тимченко (12 декабря 1927, Чистяково, Донецкая область, СССР — 15 июня 1989, Москва) — оперный певец Советского Союза, известный тенор, исполнитель романсов, а также песен народного и эстрадного творчества.

## Биография
Во время начала Второй мировой войны, 15-летний Николай добровольцем попал в одну из частей Балтфлота. После обучения спецкурсу был принят впередсмотрящим. Между боями поддерживал боевой дух товарищей песнями, которые выучил в семье сестры. Тимченко прошёл всю войну. Его часть встретила Победу на море. Сразу после окончания парень участвовал в концертах флотской самодеятельности. После победы на смотре стал солистом Ансамбля песни и пляски Балтийского флота. С этим коллективом в качестве солиста он гастролировал по Союзу. В 1949 году проходили гастроли в Москве. На выступлении в «Зелёном театре», исполнение Тимченко было отмечено маршалом К. Ворошиловым. Благодаря его обращению к ректору Московской консерватории А. Свешникову, Николай в 1950 году был принят в Московскую консерваторию, вокальный класс профессора С. П. Юдина.

## Карьера
С 1955 года Тимченко — солист Государственного академического Большого театра СССР. В Большом театре дебютировал в опере «Евгений Онегин» с партией Ленского, дебют прошел успешно и благодаря этому Н. Тимченко стал ведущим тенором Большого театра. В 1961 году певец в составе группы советских артистов был направлен на двухлетнюю стажировку в миланский театр Ла Скала, Италия. После стажировки вновь вернулся в Большой театр. На ту пору его основной работой было исполнение партий Лемешева и Козловского, великих теноров Большого театра того времени. Деятельность по замещению приводила певца в уныние, в связи с исполнением чужих приемов и работ. В 1968 году он оставил сцену Большого театра и перешел в Росконцерт. Концертный репертуар выделялся большим разнообразием и уверенным актёрским мастерством. Он исполнял песни о Великой Отечественной войне, эстрадные песни и старинные романсы. Критики отмечали его красивый голос и благородную манеру исполнения. В течение 20 лет Николай гастролировал по стране с концертными программами. Также посещал Чернобыльскую зону после аварии 1986 года.
После посещения Чернобыля у певца начались проблемы со здоровьем, и в 1989 году артист скончался. Урна с прахом захоронена в колумбарии на Ваганьковском кладбище.

## Награды
- Орден Отечественной войны II степени (1985)[2].